# Dotalsystem
Dotalsystem är en äktenskapslag som härrör från historisk romersk privaträtt, varigenom makarna behåller sin egendom i äktenskapet. De äkta makarnas förmögenhetsförhållanden ordnas på så sätt att hustrun, eller hennes släkt, överlämnar viss egendom (lat. dos, hemgift) till mannen, med rätt för honom att förvalta densamma, och att utan redovisning tillgodogöra sig dess avkastning såsom hustruns bidrag till boets utgifter. Systemet började brukas i den romerska rätten under dess senare utvecklingsskeden. Under tidens lopp hade det  slutna äktenskapet med dess strängare rättsverkningar undanträngts av ett annat, så kallat fritt äktenskap, vilket gjorde hustrun oberoende av mannens äktenskapliga myndighet samt ingicks och upplöstes bara genom deras samtycke (mero consensu). Hemgiften blev därför ett externt tecken på äktenskap till skillnad från konkubinat och andra sexuella förbindelser utan äktenskaplig avsikt (affectio maritalis).
I den sentida rätten kom dotalsystemet att ha sin motpol i makars egendomsgemenskap. Dotalsystem rådde vid 1900-talets början fortfarande i Italien, Österrike, Tyskland, Ryssland och England, och till viss utsträckning även i Schweiz och USA. Egendomsgemenskap var å andra sidan lag enligt fransk, belgisk, holländsk, spansk, portugisisk och nordisk rätt. Allmänt kunde man dock genom äktenskapsförord ersätta det lagstadgade systemet med det andra.
Det romerska dotalsystemet hade större utbredning längre tillbaka i tiden än vad det hade vid 1900-talets början. Kvar från dess förekomst i svensk rätt var de däri ännu vid 1900-talets början kvarstående bestämmelserna om hemgift.